# Леман, Осип Иванович
О́сип (Ио́сиф) Ива́нович Ле́ман (Франц Иосиф Леман; нем. Franz Joseph Lehmann; 1833, Санкт-Петербург — 2 марта 1873, Санкт-Петербург) — книгопечатник, родоначальник династии типографов, основатель «Словолитного заведения О. И. Лемана», считавшегося одной из старейших и лучших в России шрифтолитейных мастерских и существовавшего под разными названиями полтора века.

## Биография и деятельность

### Ранние годы. Обретение профессии
Франц Иосиф (Осип Иванович) Леман родился в 1833 году в небогатой семье петербургских немцев. Получил начальное образование и воспитание в немецком училище святого Петра. В 1847 году был определён в ученики в словолитное заведение Лампе. Изучал шрифтолитейное дело в мастерской типографа Карла Края (нем. Kray; 1809—1874). Под руководством Края освоил науку ручной отливки литер и тонкости словолитного производства, изготавливал до 5000 литер в день.
Когда производство Края пришло в упадок, Леман выкупил у него инвентарь и в 1854 году открыл собственную мастерскую, получившую название «Словолитное заведение О. И. Лемана». Словолитня располагалась на Екатерининском канале, у Банковского моста в квартире дома графа Стенбок-Фермора.

### Зрелые годы. Словолитня Лемана
В середине XIX века словолитное производство в России было развито слабо, российские типографии заказывали шрифты преимущественно у заграничных фирм. Словолитня Лемана стала исключением. Осип Иванович занялся усовершенствованием процесса отливки типографского шрифта — закупил за границей новейшую технику, привлёк к работе лучших мастеров словолитного дела, граверов. В 1859 году Леман заменил ручную отливку шрифта машинной, в 1863 году ввёл гальванический, в 1865 году — стереотипный процессы.
Леманом была введена в России применяемая по сей день французская система измерения шрифтов — система Дидо, разработан русский шрифт с изящным начертанием (устранены угловатости в начертаниях букв л, ж, ц и щ и др.).
С заказами в словолитню обращались не только полиграфисты Петербурга, но и типографии из других городов России и из-за рубежа. Леману поступали заказы на изготовление латинских, грузинских, арабских, санскритских и древнеперсидских шрифтов. По данным «Русского биографического словаря», ежегодно Словолитней Лемана изготовлялось 4000 пудов разного шрифта, 2/3 этого количества предназначалось казенным и частным губернским и уездным типографиям.

### Участие в выставках и награды
Работы О. И. Лемана были неоднократно удостоены наград и дипломов российских и международных выставок — «за самостоятельное и многостороннее развитие словолитного искусства в России», «за обогащение русской печати новыми изящными шрифтами», «за в высшей степени правильную отливку и безукоризненную верность шрифта». Леманом получены две золотые медали на прошедших в Москве Всероссийской промышленной выставке 1865-го и Политехнической выставке 1872 года, серебряная медаль на Всемирной выставке в Париже в 1867 году и другие награды.
В 1870 году на Всероссийской промышленной выставке в Петербурге Леман представил раму с набором, составленным из 1000 разных квадратов всех кеглей, из марзанов и бабашек машинной отделки. Представленный набор выносил давление и тяжесть, не изменяя формы и не рассыпаясь, что свидетельствовало о верности отливки квадратов по числу составляющих набор типографских пунктов.
После выставки 1870 года «Словолитному заведению О. И. Лемана» был присуждён Государственный герб, что означало право использования герба на своих произведениях.

### Смерть. Продолжение дела
2 марта 1873 года О. И. Леман умер от апоплексического удара.
Дело было продолжено его наследниками, «Словолитное заведение О. И. Лемана» было преобразовано в акционерное общество, впоследствии в его состав вошёл шрифтолитейный завод, ставший крупнейшим в России полиграфическим предприятием. После революции 1917 года предприятие было национализировано, под разными названиями существовало до конца XX века. За полтора века существования неоднократно получало награды на российских и международных выставках.